# Indonipponaphis
Indonipponaphis  (лат.) — род тлей из подсемейства Hormaphidinae (Nipponaphidini). Индия и Япония.

## Описание
Мелкие насекомые, длина 1,9—2,1 мм.
Ассоциированы с растениями Quercus. Близки к тлям рода Nipponaphis
.
- Indonipponaphis fulvicola Sorin, 1979[3]
- Indonipponaphis tuberculata Ghosh, A.K. & D.N. Raychaudhuri, 1973